# Hornsgrün
Hornsgrün ist ein Weiler mit einem Gutshof und den dazugehörenden Gebäuden in der Gemeinde Rosenthal am Rennsteig im Saale-Orla-Kreis in Thüringen.

## Geografie
Hornsgrün ist über die Landesstraße 1095 von Bad Lobenstein über Neundorf zu erreichen. Die Straße führt weiter nach Rodacherbrunn, etwa fünf Kilometer entfernt. Die Straße wird hier Rennsteig genannt, gehört jedoch nicht zum gleichnamigen Wanderweg. Die Lage der Siedlung ist südwestlich von Bad Lobenstein und Neundorf im auslaufenden Südostthüringer Schiefergebirge. Im Osten des Ortes befindet sich der Speicher Herrenteich.

## Geschichte
Die urkundliche Ersterwähnung der wenigen Häuser am Waldesrand erfolgte 1750. Hornsgrün gehörte zum Fürstentum Reuß jüngerer Linie.